# La Rierola (Sant Pere de Torelló)
La Rierola és una masia de Sant Pere de Torelló (Osona) protegida com a Bé Cultural d'Interès Local.

## Descripció
Edifici civil. Masia de planta rectangular coberta a dues vessants i orientada a migdia. La vessant dreta és més prolongada que l'esquerra i ubica unes galeries obertes a nivell de primer pis, per sota dels quals s'accedeix al portal forà de la masia, adovellat i mutilat al bastir les galeries. A la part de ponent i a l'extrem esquerre hi ha un cos de planta rectangular a la part baixa del qual hi ha una grossa arcada de pedra porosa a través de la qual s'accedeix al mur de tramuntana de l'edificació. A nivell del primer pis d'aquest cos s'obre una galeria orientada a migdia. L'estat de conservació és força dolent, ja que es troba abandonat. És construïda amb pedra i tàpia.

## Història
Aquest mas es troba dins el terme de l'antic nucli de la Vola, vella demarcació coneguda per AVETOLA i documentada des del 923. La parròquia de Sant Andreu de la Vola, a redós de la qual es formà el nucli, encara que tingui orígens més antics, fou dotada de nou i renovada l'any 1031.
El mas Rierola es troba registrat al fogatge de 1553 de la parròquia i terme de la Vola i curull. Aleshores habitava el mas Sebastià Rierola.
La complexitat constructiva i les llindes del mas mostren les diferents reformes que es van fer, des dels segles XVII i XVIII al XIX.
Avui, malauradament, pateix la despoblació del món rural, que afecta sobretot a llocs aïllats i de mala comunicació com és el nucli de la Vola.